# ヒューイ・P・モー
ヒューイ・P・モー（Huey P. Meaux、1929年3月10日 - 2011年4月23日）は、アメリカ合衆国の音楽プロデューサー、レコードレーベル（クレイジー・ケイジャン・レコード、トライブ・レコード、ティアドロップ・レコード、キャプリ・レコードなど）、スタジオ（ヒューストンのシュガーヒル・レコーディング・スタジオ）経営者である。彼は後になり、自身のスタジオにおいて児童に対する性犯罪を犯して有罪判決を受け悪名高い存在となった。

## 来歴
モーは、1929年3月10日、ルイジアナ州南西部に位置する非法人コミュニティ、ライトに生まれた。両親は主にケイジャンフランス語を話す貧しい小作人だった。父親はパピー・ティータン・モーの名でアコーディオン奏者としても活動していた。彼が12歳のとき、一家はよりよい職を求め、テキサス州ウィニーに移住した。
短期間米軍に入隊した後、彼はテキサス州ウィニーに床屋を開店し、そこでジャイヴィン・ジーン・ブルジョワのスワンプ・ポップの名曲として知られる「Breaking Up Is Hard To Do」をプロデュースした。彼はまたバーバラ・リンを発掘し、彼女の1962年のヒット曲「You'll Lose A Good Thing」もプロデュースしている。
モーは「クレイジー・ケイジャン」のニックネームで知られた。彼はブリティッシュ・インヴェイジョンの人気にあやかって一儲けしようと、ダグ・サームに新しいバンドを結成させ、イギリスを彷彿させる「サー・ダグラス・クインテット」という名前を付けた。彼らは「She's About A Mover」でヒットを記録している。その他モーのプロデューサーとしての実績としては、ロイ・ヘッドの「Treat Her Right」（1965年）、B・J・トーマスの「I'm So Lonesome I Could Cry」（1966年）、フレディ・フェンダーの「Before The Next Teardrop Falls」（1975年）と「Wasted Days And Wasted Nights」（1975年）、サニー&ザ・サングロウズの「Talk To Me」（1963年）、ジーン・サマーズの「Big Blue Diamonds」（1964年）などがある。彼はこの他、ジェリー・リー・ルイス、ジョニー・コープランド、T-ボーン・ウォーカー、ロッキン・シドニー、ローウェル・フルソン、チャック・ジョンソン、ダグ・カーショウ、ダグ・サーム、ロッド・バーナード、サニー・ランドレス、クリフトン・シェニエ、リトル・ロイヤル、ロニー・ミルサップ、ミッキー・ギリー、デルバート・マクリントン、ドクター・ジョン、クラレンス・"フロッグマン"・ヘンリー、ボブ・ウィルス、ライトニン・ホプキンス、トミー・マクレイン、ジョー・バリー、ジョニー・ウィンターといったアーティスト、ミュージシャンたちと仕事をしている。
1971年、モーはヒューストンのゴールド・スター・スタジオを買収し、シュガー・ヒル・レコーディング・スタジオと改名した。
1996年、警察が彼の事務所の強制捜査に踏み切り、数千に及ぶ少女（その多くが未成年）の性的なポラロイド写真と動画が発見された。モーは、児童に対する性的暴行2件、麻薬所持容疑、児童ポルノ所持容疑、更には保釈金を逃れメキシコのフアレスへ一時的に逃亡した容疑について罪状を認めた。彼は懲役15年を言い渡され、2007年に釈放された。
2010年、彼は新たなレコードレーベル、フリーダム・エクスプレス・レコードを設立し、ラモン・エンジェル・ソリスのアルバム『The Mexican Side of Me』をリリースした。モーは、2011年4月23日、死去。82歳であった。

## 1966年の逮捕、有罪判決、恩赦
モーの最初の逮捕は、1966年9月、マン法に関する容疑であった。彼は1967年1月27日まで起訴されなかったが、懲役3年を言い渡された。彼の刑期は1968年5月6日は執行され、1969年6月18日に釈放された。
モーは、1966年にビジネスパートナーのチャーリー・ブースと共にテネシー州ナッシュヴィルで開催されるコンベンションに参加する予定だったと主張した。当時彼とブースは、とある歌手の権利を所有しており、事業は順調だったとモーは述べた。モーは、ブースがナッシュヴィルまで自動車で移動できるように彼に金銭を渡し、旅客機では持ち込めない必要な機材を運べるようにしたと主張している。また、ブースがナッシュヴィルに到着する数日前に自分は到着しており、ブースが到着する時点までに男女各1名を州境を越えて移動させたと主張した。
モーは、彼がナッシュヴィルでホテルを確保した後、女性が売春行為を始めたと述べた。また、彼がヒューストンに戻った後、女性がヒューストン地域で複数の違法行為に手を染めていたことを知ったとした。彼女は警察に逮捕された際に、売春目的でナッシュヴィルに連れてこられたこと、そしてモーがそれに関与していたことを自白したと主張した。
モーは1967年1月27日に有罪判決に対する控訴を申し立てたが、1968年4月30日に却下された。
モーは2度目の控訴において、恩赦を求める理由として、過去12ヶ月間に事業で約3万5000ドルの利益を上げており、今後さらに増加すると見込んでいるからであると述べた。また、彼の妻が過去10年から12年の間、重病を患っており、その病気のためにテキサス州エルパソで彼と離れて暮らしていると述べた。
彼の二次控訴の際、人物に関する宣誓供述書が持ち出された。面談した人々は、モーは有罪判決は不当であると感じており、常に優れた市民であったと主張した。これを受け、チェンバーズ郡の郡検事は1975年5月14日、アメリカ合衆国司法省に対し、モーの有罪判決に対する恩赦を求める要請書を提出した。
モーによる恩赦要請は1977年11月1日、ジミー・カーター大統領によって承認された
。
モーは刑務所から出所した後、ヒューストンの音楽界とラジオ界のより広範な影響力のある人々を守るために、彼とブースが罪を被ったと主張した。

## 1996年のスタジオ捜査、裁判、訴訟
1995年9月5日、匿名の人物がヒューストンの警察に対し、モーの事務所で違法行為が行われていることを通報した。1996 年 1 月、彼らは手紙を受け取り、その文面には手紙の筆者（女性）は違法行為が行なわれていることを知っており、モーが彼女にコカインを摂取させ、時期は不明だが性的暴行を加えたと書かれていた
。
1月25日、モーの事務所に対する捜索令状が発行され、同日中に捜索の実施が試みられたが実現しなかった。捜索は翌日に行なわれ、ビデオテープ180本、コカイン1.5オンス、成人玩具25個、写真3,000枚、ヌード写真1,500枚、その他いくつかの物品が押収された。
その後、モーは児童ポルノ所持、コカイン所持、そして未成年者に対する加重性的暴行2件の罪で起訴され、保釈金は10万ドルとされた。翌日、ヒューストンのEDDブラックウッド保釈会社によって保釈金が支払われた。
2月5日、モーは出廷せず、裁判所はモーの弁護士に対し、モーが2月7日に出廷するよう命じた。しかし、モーが出廷しなかったため保釈は取り消され、トレーシーという名の賞金稼ぎ師が彼の居場所を探すことになった。
トレイシーが当初ヒューストンにある彼の自宅を訪れた際、家は完全に空になっており、電話と公共インフラは止められた状態であった。モーの録音スタジオ、シュガーヒル・レコーディングスの従業員と話をすると、彼がメキシコでバンドのマネージャーを務めており、フアレスに家を持っているという事実を彼女は知ることとなった。
1996年1月28日から2月3日までの期間に、モーと別の個人ホリデーインにチェックインし、この間に多数の電話がかけられた。モーがパートナーと共にホテルからチェックアウトした際、彼らは紛失届あるいは盗難届が提出されていたアメリカンエクスプレスのカードを使用していた。
2月3日から5日の間、モーと彼のパートナーはエルパソの住宅に滞在していたと考えられている。これに続き、彼らはメキシコのフアレスのホリデイ・インに宿泊していた。これが後にモーの逮捕につながる情報となった。3月5日、モーはフアレスで逮捕され、起訴を逃れるために不法逃亡の罪で米国に移送された。
モーは米国に送還された後、児童ポルノ所持とコカイン所持の罪で起訴された。後になり、彼の送還後に被害者が名乗り出たことにより、未成年者に対する加重性的暴行罪2件でも起訴された。
この後、モーの養子の息子は、モーと関係者がアリゾナ州の私立学校から彼を退学させようとしたことを受けて、安全を懸念しモーの保護下から引き離され、ハリス郡児童保護サービスに保護された。モーが少なくとも20年間に渡り、180本以上のビデオテープの作成、1,500枚のヌード写真の撮影、そして8歳から17歳までの多数の少女への性的暴行を行なっていたことが判明した。

### 1996年の裁判と判決
法廷でモーは、スタジオでの暴行のほとんどがオフィスの裏にある「プレイルーム」と呼ばれた部屋で行われたと述べた。その部屋にはキングサイズのベッド、壁掛け鏡、そして医療用のあぶみ付き診察台があった。また、15グラムのコカインと酒類の入った棚、様々なセックスの道具、そして同じくコカインが入った金庫2つも発見された。
1996年5月31日、モーは全ての容疑を認め、懲役15年1日の刑を言い渡された。州が追加告訴を行わず、75日後に事件に関する全ての証拠を破棄することに同意すれば、モーは控訴しないことに同意した。
モーの弁護士によると、モーは有罪を認めて刑罰を受け入れることで、関係者にこれ以上の公的な恥辱を与えず、この件に終止符を打つことを望んでいたと述べた。また彼の弁護士は、州と被害者がこの和解に満足していると結論付けた。

### 1996年の訴訟
モーが米国に送還された後、シャノン・マクダウェル・ブラシャーという女性が、モーが彼女に対し性的虐待と精神的苦痛を与えたとして、彼に対し1000万ドルの損害賠償を求める訴訟を起こした。ブラシャーは、モーと彼女の母親が別れた後、彼女が9歳から16歳だった期間、モーから性的虐待を受けたと主張した。また、モーとの同居が続いた期間、暴行も続いていたとも述べた。
ブラシャーは、モーが彼女を暴行に抵抗しないようにするため、違法薬物を使用したと主張した。また、モーが第三者に彼女を暴行をさせ、その行為を写真やビデオに撮影したとも主張した。
同年5月28日、本件訴訟は非公開の条件によって和解が成立した。

## レーベル
モーが立ち上げた、あるいは経営に関わったレーベルには以下のものがあった：
- Eric Records（1960年-1964年）：※レイ・ドゲットが設立後、モーとフォイ・リーへ売却[27]
- Capri（1961年-1966年）※フォイ・リーとの共同経営[28]
- Tear Drop（Teardrop Records）（1962-1984年）[29][30]
- Tribe Records（1965-1966年）[31]
- Crazy Cajun Records（1962-1989年）[32]
- American Playboy Records（American Pla-Boy）（1970年-1986年）[33][34]
- Brown Sugar Records（1972年-1973年）[35]
- Jetstream Records（1964年-1982年）※フォイ・リーとの共同経営[36]
- L. And K. Records（1963年-1965年）[37]
- Praise Records（1965年-1982年）※ゴスペル・ミュージック[38]
- Princess Records（1961年-1967年）[39]
- RIval（1966年-1967年）※ラテン音楽[40]
- Freedom Express Records（2010年）[41]